# Шаро
Шаро́ (фр. Chârost) — коммуна во Франции, находится в регионе Центр. Департамент — Шер. Главный город кантона Шаро. Округ коммуны — Бурж.
Код INSEE коммуны — 18055.

## География
Коммуна расположена приблизительно в 210 км к югу от Парижа, в 105 км южнее Орлеана, в 24 км к юго-западу от Буржа.
По территории коммуны протекает река Арнон. Через коммуну проходит паломнический маршрут, известный как Путь Святого Иакова.

## Население
Население коммуны на 2008 год составляло 995 человек.
| 1962 | 1968 | 1975 | 1982 | 1990 | 1999 | 2008 |
| ---- | ---- | ---- | ---- | ---- | ---- | ---- |
| 1093 | 1131 | 1166 | 1152 | 1134 | 1069 | 995  |

## Экономика
Основу экономики составляет сельское хозяйство.
В 2007 году среди 625 человек в трудоспособном возрасте (15-64 лет) 461 были экономически активными, 164 — неактивными (показатель активности — 73,8 %, в 1999 году было 75,2 %). Из 461 активных работали 398 человек (223 мужчины и 175 женщин), безработных было 63 (25 мужчин и 38 женщин). Среди 164 неактивных 43 человека были учениками или студентами, 63 — пенсионерами, 58 были неактивными по другим причинам.

## Достопримечательности
- Церковь Сен-Мишель (XII век). Исторический памятник с 1910 года[3]
- Замок Шаро (XI век)
- Придорожные каменные кресты

## Фотогалерея

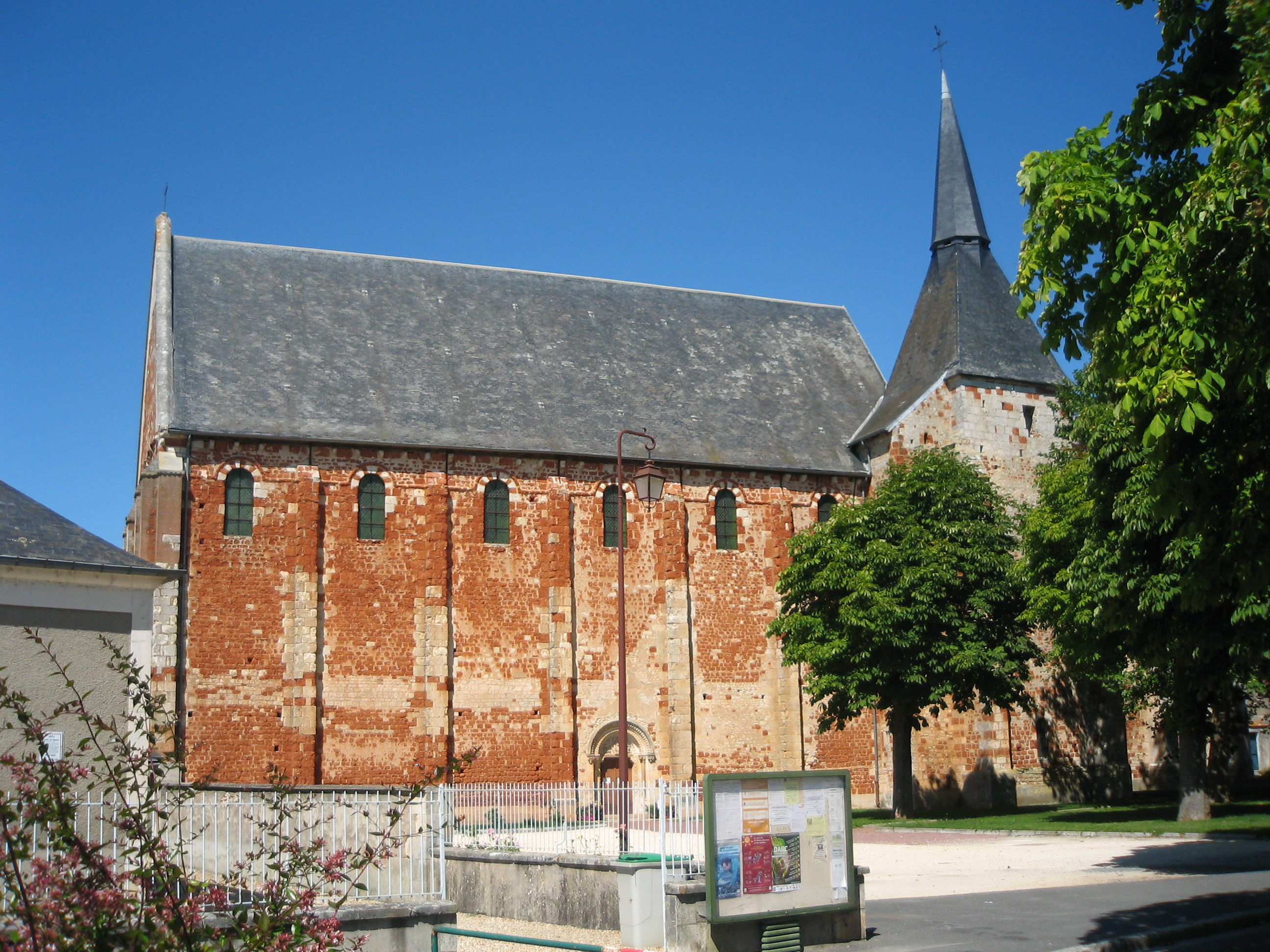
Церковь Сен-Мишель
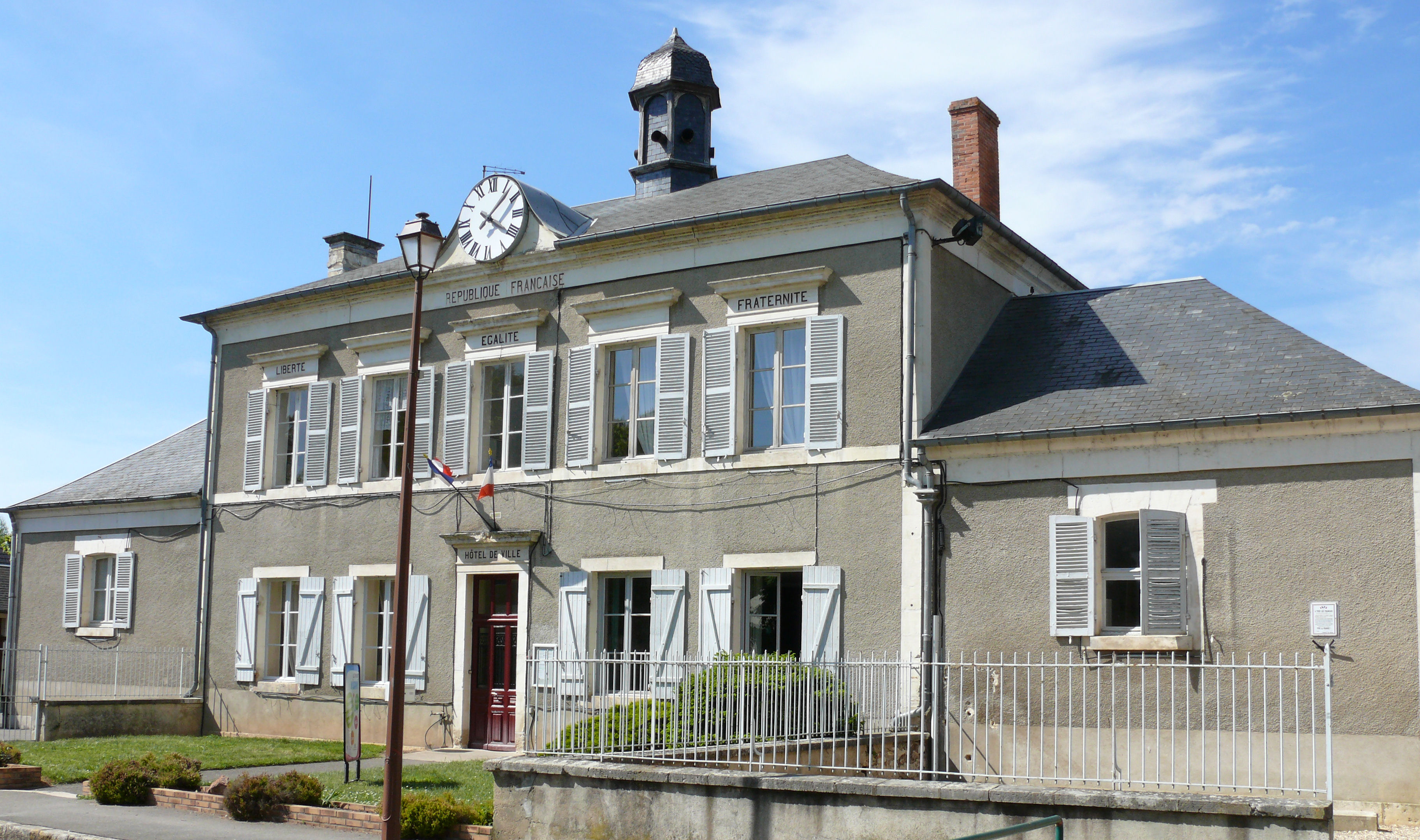
Мэрия
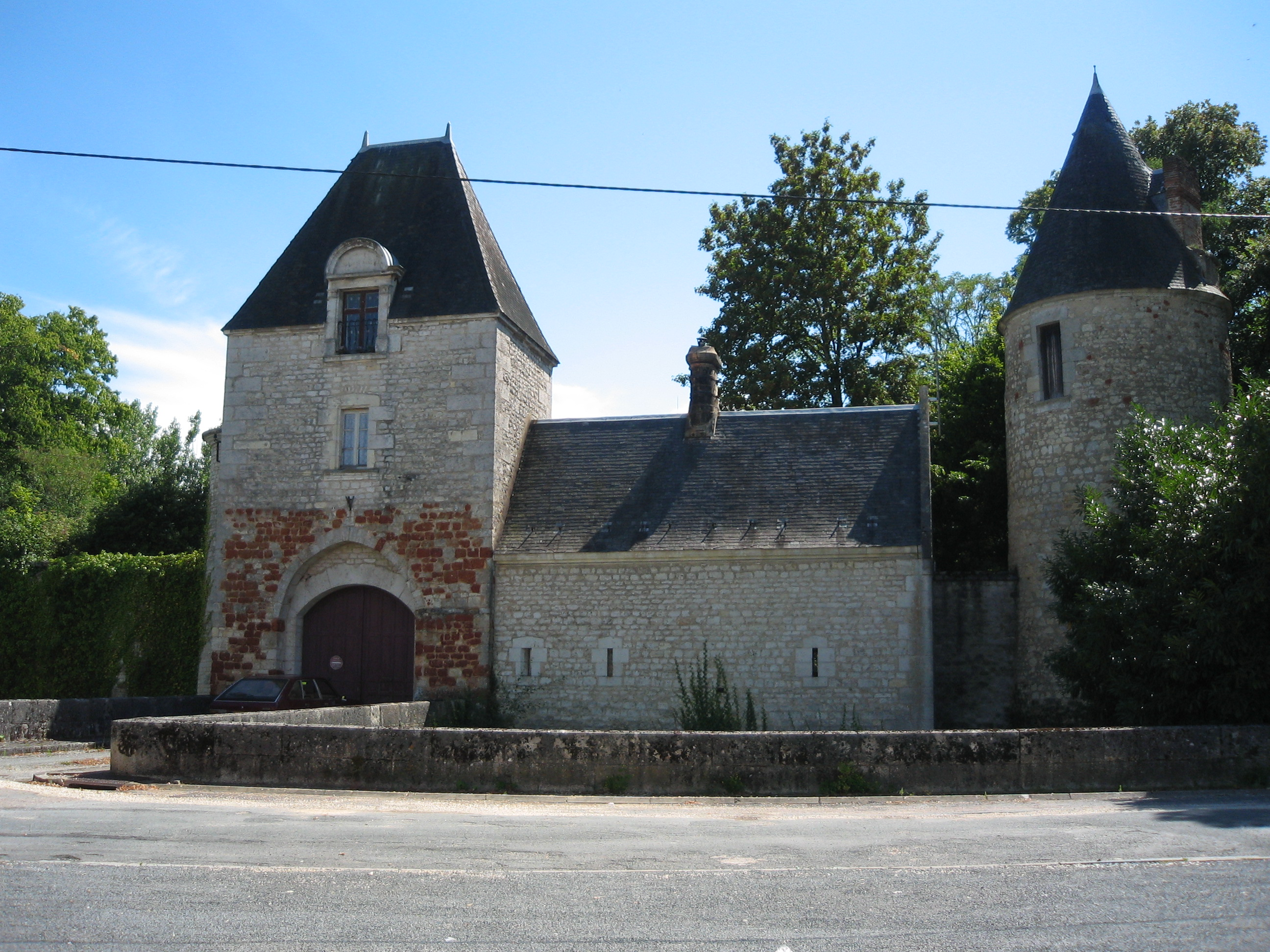
Замок Шаро
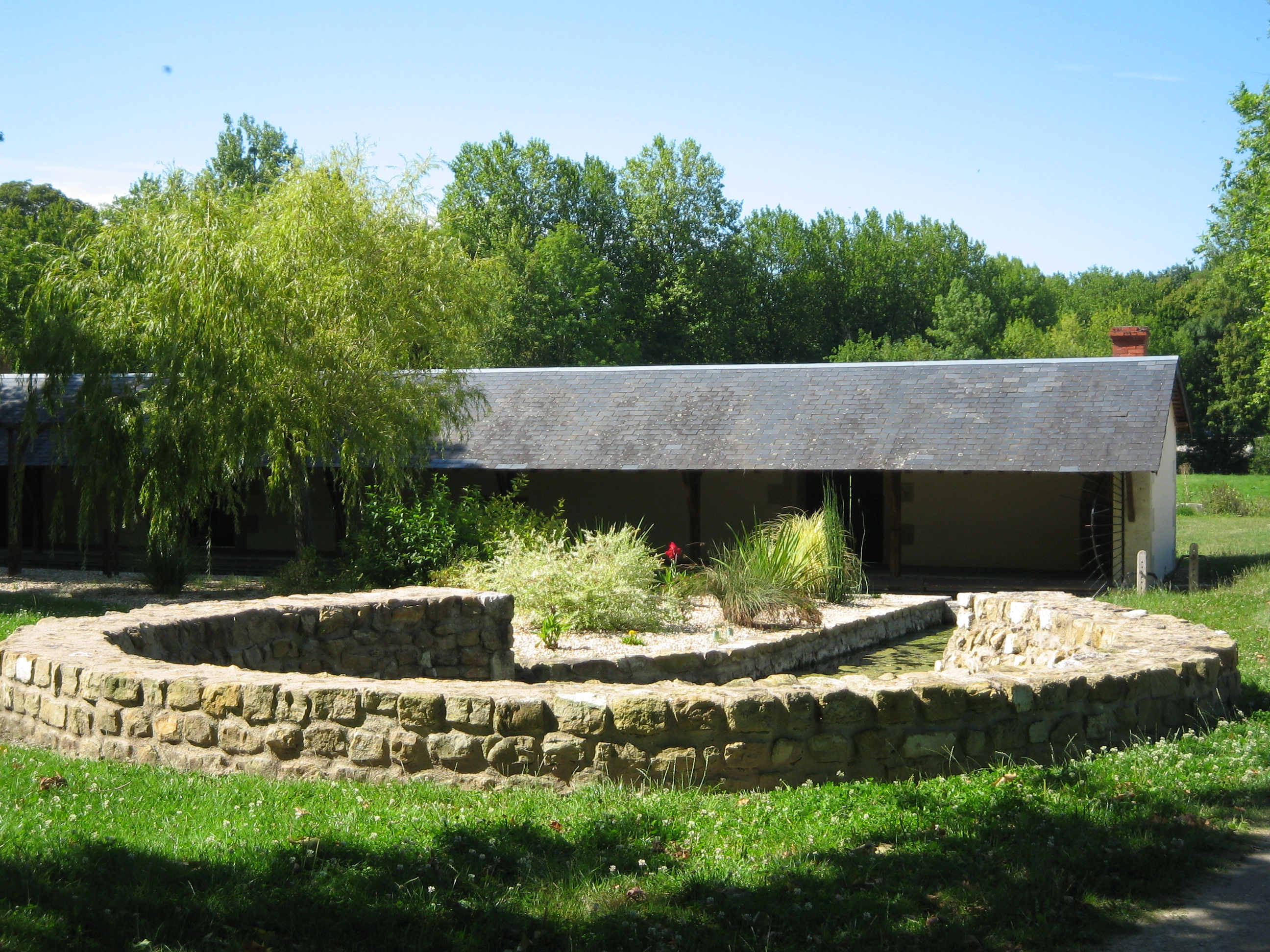
Общественная прачечная
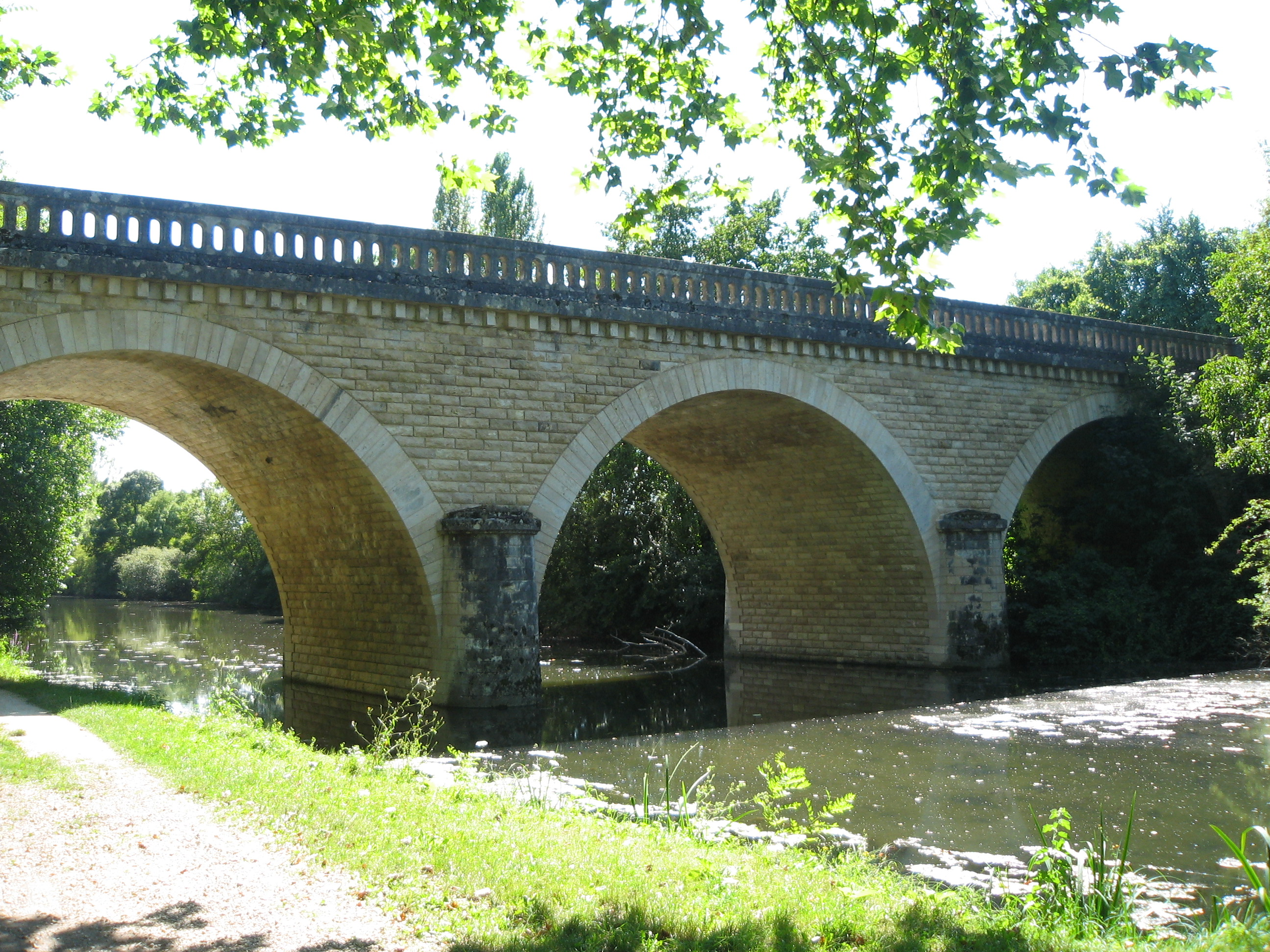
Мост через реку Арнон
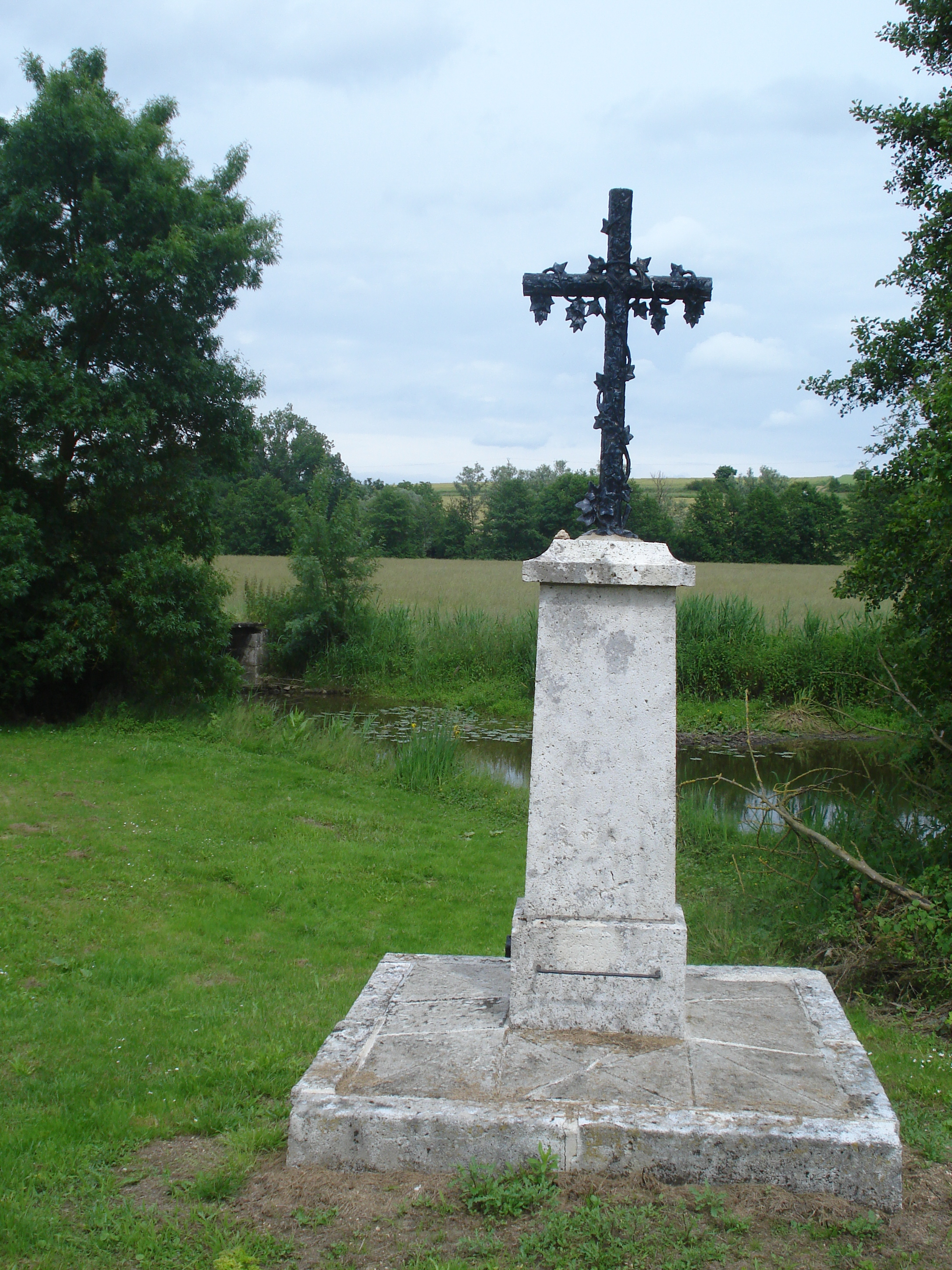
Придорожный крест